# グリシンデヒドロゲナーゼ
グリシンデヒドロゲナーゼ（glycine dehydrogenase）は、次の化学反応を触媒する酸化還元酵素である。
グリシン + H2O + NAD+ {\displaystyle \rightleftharpoons } グリオキシル酸 + NH3 + NADH + H+
反応式の通り、この酵素の基質はグリシンとH2OとNAD+、生成物はグリオキシル酸とNH3とNADHとH+である。
組織名はglycine:NAD+ oxidoreductase (deaminating)である。